# Wulfhilde van Noorwegen
Wulfhilde van Noorwegen (1020 – 24 mei 1071, oud-West-Noors: Úlfhildr Ólafsdóttir, Zweeds: Ulfhild Olofsdotter) was een Noorse prinses en hertogin van Saksen, als echtgenote van hertog Ordulf van Saksen.
Wulfhilde werd geboren in 1020 als dochter van Olaf II van Noorwegen en Astrid Olofsdotter van Zweden. Haar half-broer was Magnus de Goede. Ze werd waarschijnlijk geboren en opgevoed in Sarpsborg. In 1028 vergezelde ze haar ouders naar Vestlandet, en in 1029 trok ze samen met hen van Noorwegen naar Zweden. Het is niet duidelijk of ze met haar vader en halfbroer meeging op hun trip naar Rusland of in Zweden bleef bij haar moeder, maar ze verbleef in Zweden vanaf de dood van haar vader in 1030 totdat ze in 1035 samen met haar halfbroer Magnus terugkeerde naar Noorwegen, toen deze koning werd. Wulfhilde wordt omschreven als een schoonheid, en wordt gedacht zich in een gerespecteerde positie te hebben bevonden in haar hoedanigheid als enige legitieme nakomeling van haar vader.
Op 10 november 1042 werd ze uitgehuwelijkt aan de hertog van Saksen, Ordulf van Billung, zoon van Bernard II en Eilika van Schweinfurt. Dit huwelijk was bedoeld om het verbond tussen Saksen en Denemarken; haar halfbroer verwachtte de steun van haar echtgenoot om zijn positie in Denemarken te versterken door te vechten tegen de Wenden (Slaven). De huwelijksceremonie vond plaats in Schleswig tijdens deze politieke onderhandelingen. Haar echtgenoot bleef trouw aan het verbond, maar de informatie in onze bronnenover Wulfhilde zelf is zeer beperkt en we weten niets over haar eigen opvattingen.
Wulfhild en Ordulf hadden een zoon, genaamd Magnus.